# Round Lake Beach (Illinois)
Round Lake Beach es una villa ubicada en el condado de Lake en el estado estadounidense de Illinois. En el Censo de 2010 tenía una población de 28175 habitantes y una densidad poblacional de 2.085,19 personas por km².

## Geografía
Round Lake Beach se encuentra ubicada en las coordenadas 42°22′57″N 88°4′51″O / 42.38250, -88.08083. Según la Oficina del Censo de los Estados Unidos, Round Lake Beach tiene una superficie total de 13.51 km², de la cual 13.11 km² corresponden a tierra firme y (2.95%) 0.4 km² es agua.

## Demografía
Según el censo de 2010, había 28175 personas residiendo en Round Lake Beach. La densidad de población era de 2.085,19 hab./km². De los 28175 habitantes, Round Lake Beach estaba compuesto por el 68.71% blancos, el 4.25% eran afroamericanos, el 1.33% eran amerindios, el 3% eran asiáticos, el 0.02% eran isleños del Pacífico, el 19.29% eran de otras razas y el 3.4% pertenecían a dos o más razas. Del total de la población el 48.02% eran hispanos o latinos de cualquier raza.